# Kanisaari (ö i Norra Karelen, Joensuu, lat 62,85, long 30,37)
Kanisaari är en ö i Finland. Den ligger i vattendraget Koitajoki och i kommunen Joensuu i den ekonomiska regionen  Joensuu ekonomiska region  och landskapet Norra Karelen, i den sydöstra delen av landet, 400 km nordost om huvudstaden Helsingfors. Öns area är 0,2 hektar och dess största längd är 90 meter i öst-västlig riktning.